# Fran Ksaver Meško
Fran(c) Ksaver Meško (19e eeuw) was een Sloveens katholiek priester en schrijver. Meško bezocht de eerste vier jaar van het gymnasium in Ptuj en de bovenbouw van zijn gymnasiale opleiding volgde hij in Celje.  Na beëindiging hiervan studeerde Fran Ksaver theologie in Maribor en Klagenfurt. 

## Werk
- Slike in povesti (1898)
- Ob tihih večerih (1904)
- Mir božji (1906)
- Na Poljani (1907)

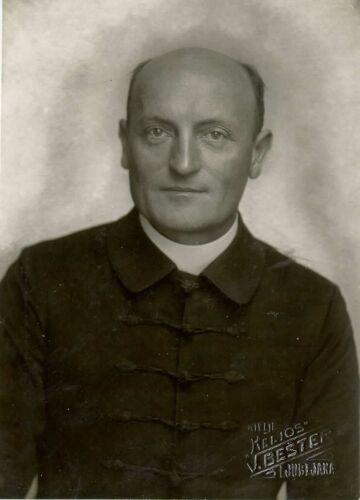
Franc Ksaver Meško * Sloveens katholiek priester en schrijver.

- Na smrt obsojeni? (Drama in drie bedrijven) (1908)
- Črna smrt (1911)
- Mladim srcem I (1911)
- Mladim srcem II (1914)
- Povesti in slike (1914)
- Mati (Drama in drie bedrijven) (1914)
- Dve sliki (1916)
- Njiva (1916)
- Slike (1918)
- Mladim srcem III (1922)
- Volk spokornik in druge povesti za mladino (1922)
- Naše življenje (1922)
- Listki (1924)
- Našim malim (1925)
- Mladini (1927)
- Legende o svetem Frančišku (1927)
- Kam ploveme (1927)
- Črtice (1931)
- Henrik, gobavi vitez (Kerstmysterium in vier delen) (1934)
- Pasijon (Paasmysterium in zeven geheimen en drie beelden) (1936)
- Pri Hrastovih. (Drama in drie bedrijven) (1939)
- Mladim srcem IV (1940)
- Dela 1 (1940)
- Pridige (1944)
- Iz srca in sveta (1945)
- Novele (1946)
- Romance in povesti (1948)
- V koroških gorah. Novele (1950)
- Požgana Radovna in druge zgodbe (1950)
- Mladim srcem V (1951)
- Izbrano delo I-VI (1954-1960)
- V kresni noči (1957)
- Poljančev Cencek in druge zgodbe za mladino (1957)
- Duhovnik s svojim Bogom (1960)
- Mladim srcem VI (1964)

- Bibliothèque nationale de France: cb115175113 (data)
- Gemeinsame Normdatei: 119478404
- International Standard Name Identifier: 0000 0001 1098 1648
- Library of Congress Control Number: nr91028426
- Nationale Bibliotheek van Tsjechië: jn20000810349
- Système universitaire de documentation: 204747589
- Virtual International Authority File: 62359223
- WorldCat: E39PBJfMdJdgxQ9GxPcRyQv8md